# Piotr Witwicki
Piotr Witwicki (ur. 22 grudnia 1982 we Włocławku) – polski dziennikarz, reporter, publicysta, pisarz, nauczyciel akademicki. Od 2020 redaktor naczelny portalu internetowego Interia, od 2023 szef pionu informacji i publicystyki Telewizji Polsat.

## Wczesne lata
Ukończył IV Liceum Ogólnokształcące im. Krzysztofa Kamila Baczyńskiego we Włocławku. Absolwent filozofii na Wydziale Humanistycznym Uniwersytetu Mikołaja Kopernika w Toruniu.

## Kariera dziennikarska

### Radio
Jako student UMK, Witwicki pracował w studenckim Radiu Sfera. Wtedy też przeprowadzał swoje pierwsze w karierze wywiady, m.in. z wrocławską grupą Őszibarack (2005). W czasie wakacji pracował w Radiu W we Włocławku; w jednej z wypowiedzi przyznał, że chciał się zatrudnić we włocławskiej rozgłośni na stałe, ale zabrakło w niej wolnych miejsc pracy.

### Telewizja

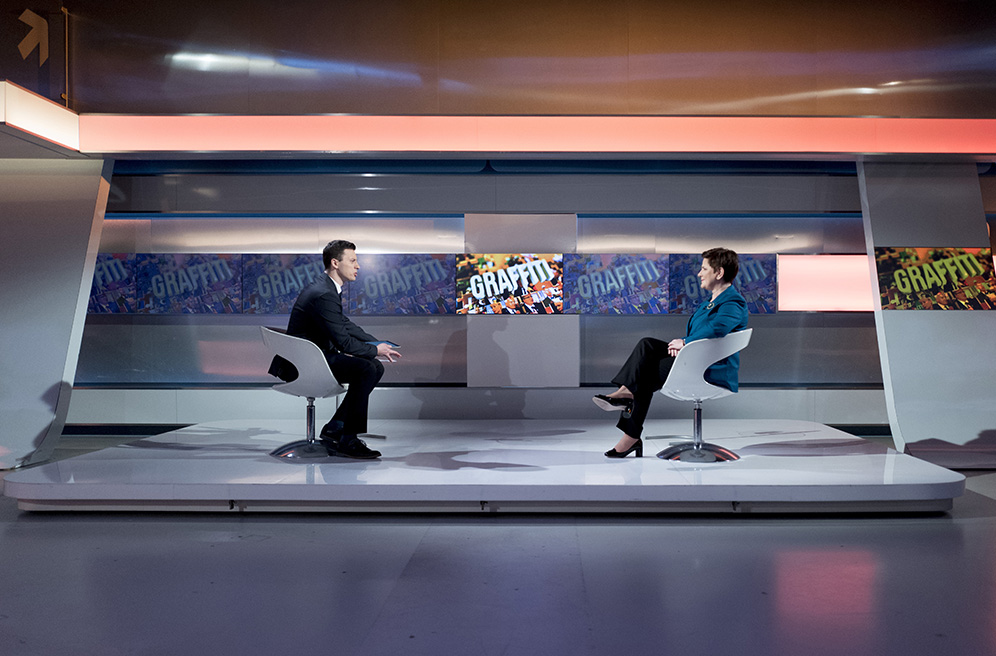
Piotr Witwicki prowadzący program „Graffiti” na antenie Polsat News. Gościem Witwickiego była premier Beata Szydło (2017)

W latach 2005–2007 był producentem w stacji TVN24. W latach 2007–2008 pracował w Telewizji Polskiej. Od 2008 związany jest z kanałem Polsat News należącym do Telewizji Polsat. Początkowo pracował jako reporter. 10 kwietnia 2010 był jednym z dziennikarzy, którzy mieli relacjonować przebieg uroczystości z okazji 70. rocznicy zbrodni katyńskiej. W konsekwencji poprowadził program po katastrofie w Smoleńsku. Później relacjonował także pogrzeb Lecha i Marii Kaczyńskich w Krakowie. 2 lutego 2016 zadebiutował jako prowadzący program Tak czy nie. 12 października 2018 wraz z Igorem Sokołowskim (TVN24) i Edytą Lewandowską (TVP Info) poprowadził debatę kandydatów na prezydenta Warszawy w wyborach samorządowych. Na początku stycznia 2019 zadebiutował jako prowadzący program Wydarzenia i opinie. Od marca 2020 do marca 2021 prowadził program Śniadanie w Polsat News. Od marca do maja 2021 prowadził program Śniadanie w Polsat News i Interii. Prowadzi także niektóre z wydań programów Graffiti i Gość Wydarzeń. Od grudnia 2023 szef pionu informacji i publicystyki Telewizji Polsat.
W 2011 roku wystąpił w 39. odcinku serialu Hotel 52, gdzie zagrał rolę dziennikarza Polsat News.

### Internet
11 stycznia 2019 r. został zastępcą dyrektor naczelnej portalu internetowego Polsatnews.pl. W maju 2020 r. został koordynatorem portalu. Prowadził w nim cykl wywiadów pt. Rozmowy #BezUników Piotra Witwickiego. W tym czasie ukazały się wywiady m.in. z ministrem i działaczem na rzecz osób niewidomych Pawłem Wdówikiem, siostrą Małgorzatą Chmielewską, ustępującą kandydatką na prezydenta RP Małgorzatą Kidawą-Błońską oraz byłymi prezydentami RP Lechem Wałęsą i Aleksandrem Kwaśniewskim. Pokłosiem wywiadu z Marcinem Kędryną, opublikowanego 16 października 2020 r. było jego odejście ze stanowiska dyrektora Biura Prasowego Kancelarii Prezydenta RP Andrzeja Dudy wraz z końcem roku. Prezydentowi miała się nie spodobać rozmowa, w której Kędryna określił go mianem ofiary Konstytucji. W lutym 2021 r. cykl został przeniesiony do nowo powstałego magazynu Tygodnik Interii.
Witwicki był jednym ze współtwórców portalu 300polityka.pl, a w przeszłości także jednym z redaktorów.
Dziennikarz posiada konto na serwisie Twitter. 16 stycznia 2017 r. za pośrednictwem Twittera ujawnił, że TVP Info w materiale zamieszczonym w głównym wydaniu Wiadomości z poprzedniego dnia usunęło serduszko Wielkiej Orkiestry Świątecznej Pomocy z kurtki posła Arkadiusza Myrchy. Poseł został poproszony o zabranie głosu ws. grudniowego okupowania mównicy sejmowej, miało to miejsce w dniu XXV Finału WOŚP. Odkrycie Witwickiego wywołało falę komentarzy po obu stronach bieżącego sporu politycznego w Polsce i było szeroko komentowane w mediach. Sam poseł Myrcha określił działanie TVP jako przejaw cenzury i złożył skargę na prezesa TVP Jacka Kurskiego do Krajowej Rady Radiofonii i Telewizji z wnioskiem o ukaranie. Rok później przekazał serduszko, będące obiektem manipulacji na licytację podczas XXVI Finału WOŚP.

#### Portal Interia.pl
21 sierpnia 2020 roku został doradcą zarządu portalu Interia.pl ds. informacji i publicystyki. Miało to związek z zakupieniem przez Grupę Polsat portalu Interia.pl miesiąc wcześniej. 7 grudnia został redaktorem naczelnym portalu. Zastąpił na tym stanowisku Krzysztofa Fijałka.
Od czasu objęcia funkcji przez Witwickiego, portal konsekwentnie zwiększa liczbę realnych użytkowników. Według badania Mediapanel, w kwietniu 2021 roku strony i aplikacje grupy Polsat-Interia po raz pierwszy osiągnęły ponad dwa miliardy odsłon, wygenerowanych przez ponad 20,8 miliona realnych użytkowników. W tym czasie grupa osiągnęła największy wzrost spośród wszystkich polskich grup portalowych. W okresie od października 2020 do kwietnia 2021, grupa zwiększyła liczbę realnych użytkowników o ponad milion, skracając dystans do lidera rynku o blisko 50%, z 2 do 1,08 miliona.
W lutym 2021 roku w ramach grupy Interia zadebiutował magazyn weekendowy Tygodnik. Na łamach czasopisma Witwicki prowadzi cykl wywiadów pt. Rozmowy #BezUników, będących kontynuacją serii prowadzonej na portalu Polsatnews.pl. W nowej formule ukazały się rozmowy m.in. z prezydentem RP Andrzejem Dudą (opublikowany pierwotnie na stronie głównej portalu Interia.pl) i prezydentem Warszawy Rafałem Trzaskowskim. Ponadto na stronie głównej portalu ukazały się wywiady m.in. z prezesem Prawa i Sprawiedliwości Jarosławem Kaczyńskim (wspólnie z Marcinem Fijołkiem).
Od sierpnia 2022 roku prowadzi videocast Piotr Witwicki Podcast, w którym rozmawia z publicystami, naukowcami oraz artystami na aktualne tematy. Gościem pierwszego odcinka był prof. Wojciech Roszkowski.

### Prasa
Prowadził własną rubrykę pod tytułem Rozmowy Witwickiego w magazynie „Plus Minus”, weekendowym wydaniu dziennika „Rzeczpospolita”. Autor reportaży dla tygodnika „Polityka”.

## Kariera akademicka
Prowadzi zajęcia z dziennikarstwa na Wydziale Filozofii i Nauk Społecznych Uniwersytetu Mikołaja Kopernika w Toruniu. Jest pracownikiem Państwowej Uczelni Zawodowej we Włocławku, a także członkiem zespołu Instytutu Polska Przyszłości im. Stanisława Lema.

## Kariera literacka
W 2015 roku wydał debiutancką powieść Petarda. Książka opisuje losy boksera, który to sport Witwicki sam uprawia. Jest współautorem wydanej w 2016 r. książki Historia złego chłopca: świadomość, szczęście, pasja. Od 2018 roku pracuje nad publikacją pt. Znikająca Polska, będącą studium na temat sytuacji społeczno-gospodarczej miast średniej wielkości na przestrzeni ostatnich 30 lat, na podstawie analizy rodzinnej miejscowości autora, Włocławka.

## Życie prywatne
Jest żonaty z Darią Wąsiewską, prezenterką kanału Wydarzenia 24. Ma córkę.

## Nagrody i nominacje
W październiku 2016 roku został nominowany do nagrody MediaTory w kategorii TORPeda. Dwukrotnie zwyciężał w plebiscycie tvpolsat.awards. W czerwcu 2018 roku uzyskał 41% głosów w kategorii prowadzący programu publicystycznego, w plebiscycie zorganizowanym z okazji 10-lecia stacji. W listopadzie 2019 r. uzyskał 36,7% głosów jako prowadzący programów Gość Wydarzeń oraz Wydarzenia i opinie, w konkursie z okazji 15-lecia Wydarzeń. 4 grudnia 2020 roku został nominowany do nagrody Dobry Dziennikarz przyznawanego przez Instytut Dyskursu i Dialogu.